# Team Tango Foxtrot
El Team Tango Foxtrot o Foxtrot 4 , es un avión de ensamblaje para aficionados, diseñado y producido por Team Tango de Williston, Florida. El avión se suministra como un equipo para la construcción casera, con o sin la asistencia proporcionada por la fábrica.

## Diseño y desarrollo
El Foxtrot fue desarrollado como una versión de cuatro plazas del  Tango 2 y comparte muchas de las características del biplaza. El Foxtrot tiene un ala baja en voladizo, una cabina cerrada de cuatro plazas,  tren de aterrizaje triciclo fijo y un solo motor en Configuración tractor. Según se ha observado la manera en que los asientos traseros están ubicados ha limitado la visibilidad. 
El avión está hecho de materiales compuestos. Sus 32 pies (9,8 m; 9,8 m)  de envergadura emplean un perfil aerodinámico  NACA 64-415, que tiene una superficie de 128 pies cuadrados y monta  flaps. Los motores recomendados son  Lycoming Engines  de 200 a 350 hp (149 a 261 kW).

## Historia operacional
En octubre de 2012 tres ejemplos habían sido  registrados en los Estados Unidos en la Administración Federal de Aviación.

## Especificaciones ( Foxtrot )

### Características generales
- Tripulación: 1
- Capacidad: 3 pasajeros
- Envergadura: 9,75 m (32 pies)
- Superficie alar: 11,9 m² (128 ft²)
- Peso vacío: 634 kg (1.398 lb)
- Peso cargado: 1.170 kg (2.579 lb)
- Planta motriz: 1× Motor recíproco de 6 cilindros opuestos, con inyección de combustible. Lycoming O-540.
  - Potencia: (350 caballos) 260 kW
- Hélices: 1× 3 palas de velocidad constante por motor.

### Rendimiento
- Velocidad crucero (Vc): 188 nudos (216 mph, 348 km/h)
- Velocidad de entrada en pérdida (Vs): 50 nudos (57 mph, 92 km/h)
- Alcance: km
- Radio de acción: km
- Alcance en combate: km
- Alcance en ferry: km

### Aeronaves similares
- Diamond DA20
- Diamond DA40
- Lancair Columbia
- T-90 Calima
- Cessna 182T Skylane
- Cessna 400
- Cirrus SR22